# 노웨어 스페셜
노웨어 스페셜(영어: Nowhere Special)은 2020년 공개된 드라마 영화이다.

## 배역
- 제임스 노턴 - 존 역
- 대니얼 라먼트 - 마이클 역
- 에일린 오히긴스 - 쇼나 역
- 발레리 오코너 - 엘라 역
- 발린 케인 - 셀리아 역
- 키스 매컬린 - 필립 역